# Cimbre

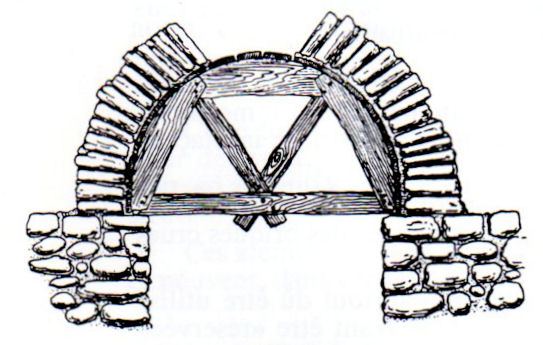
Cimbre de madeira

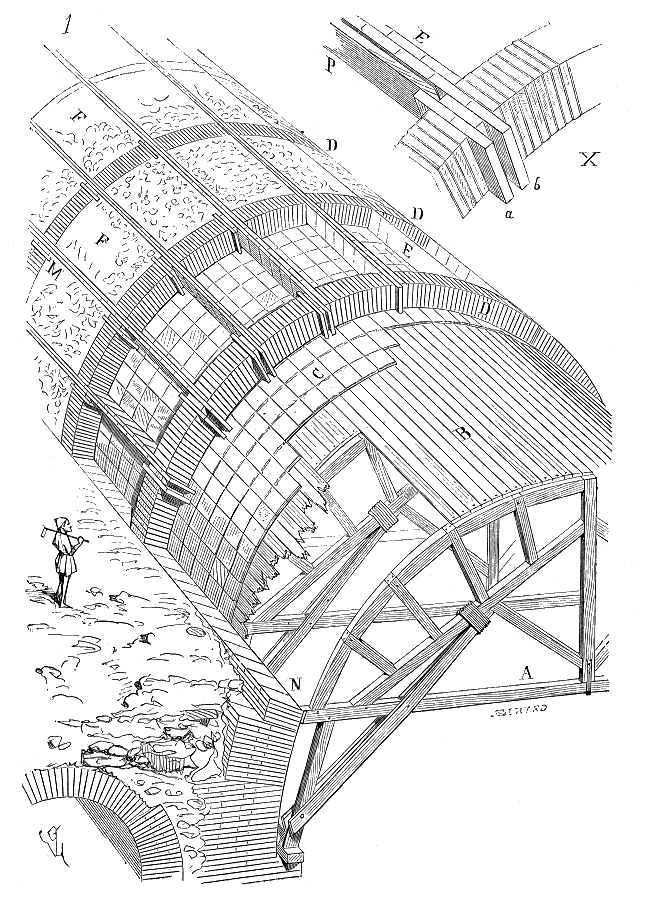
Processo de cimbragem em uma construção de uma abóbada romana.

Cimbre é uma armação de madeira ou metal, que serve de molde durante a construção de um arco, abóboda, ou cúpula em alvenaria. Esta estrutura provisória suporta os vários elementos durante a construção até à colocação do fecho ou consolidação do elemento arquitectónico.

## Descrição
O cimbre também conhecido como cambota ou bica, é uma estrutura auxiliar, temporária que serve para sustentar provisoriamente o peso dos arcos ou abóbadas durante a fase de construção. Deve ser devidamente planejado tanto em medida como em esquema para sua retirada. Esse tipo de serviço é desenvolvido e executado geralmente por carpinteiros especializados. Existem diversos tipos de cimbre, podendo ser descartáveis, reutilizáveis e mistos.